# Podmočani
Podmočani (makedonska: Подмочани) är en ort i Nordmakedonien. Den ligger i kommunen Resen, i den sydvästra delen av landet, 110 kilometer söder om huvudstaden Skopje. Podmočani ligger 886 meter över havet och antalet invånare är 875.